# Seder hishtalshelut
Em filosofia Cabalística e na filosofia Hasídica, seder hishtalshelut ou hishtalshelus (em hebraico:  סדר השתלשלות) refere-se à descida encadeada dos mundos espirituais (Olam/Olamot) entre Deus e a Criação. Cada mundo espiritual denota um reino completo de existência, resultante de sua proximidade ou distância geral à revelação divina. Cada reino também é uma forma de consciência refletida neste mundo através da psicologia da alma.
A tradição teosófica Cabala preocupa-se em definir detalhadamente a natureza esotérica as as manifestações divinas, particulares e o papel funcional de cada nível entre o infinito e o finito. Cada reino espiritual incorpora um estágio criativo que Deus continuamente usa para ir de si mesmo para a criação do mundo físico, sendo o Universo material o fim da cadeia e o único reino físico. O pensamento hassídico aplica o esquema cabalístico à sua própria preocupação de perceber a onipresença divina neste mundo material. Nesse sentido, o hassidismo varia em seu uso da Cabala, o hassidismo da corrente principal, evitando o foco cabalístico, enquanto Habad pensava explicar seder hishtalshelus em relação à psicologia do homem. Em contraste com o objetivo funcional da Cabalá, isso contempla seder hishtalshelus como um veículo para se relacionar com a unidade divina com a criação.
O termo Seder Hishtalshelus é algumas vezes usado restritivamente para se referir à Ordem Criada realmente emergente (os Quatro Mundos abrangentes). Mais amplamente, todos os níveis anteriores são incluídos, pois sua função é subjacente à Existência resultante. Esta página lista e liga a todos os principais níveis espirituais descritos na Cabalá Luriânica, o esquema de Isaac Luria (1534–1572), a base do misticismo judaico moderno. Sua listagem incorporou, expandiu e explicou a antiga Cabala Medieval / Clássica. Depois de Luria, os cabalistas esotéricos ampliaram a explicação dentro da listagem luriânica. As doutrinas supra-racionais de Luria descreveram os níveis de Divindade Hokmá - Sabedoria, (Tzimtzum, Shevira) que precedeu os níveis "racionalmente" percebidos Biná - Compreensão da Cabalá Medieval e de Moshe Cordovero. Por sua vez, a exploração hassídica do Habad descreveu o Keter - Desejo como níveis de intenção Divina que precederam a Criação.

## Etimologia
Seder hishtalshelus (em hebraico:  סדר השתלשלות) significa "ordem de desenvolvimento" ou "ordem de evolução", onde Hishtalshelus é derivado da raiz quadriliteral reduplicada šlšl, que significa "encadear", significando literalmente uma "concatenação".[carece de fontes?]

## Relação com a filosofia ocidental
O estudo e a contemplação do Seder Hishtalshelus é central para a escola intelectual-hassidista do Habad. Alguns especulam que as recentes explicações hassídicas do Seder Hishtalshelus podem ter sido influenciadas por certos princípios da Filosofia ocidental. Várias dicotomias mencionadas na filosofia são notavelmente similares àquelas mencionadas nos textos hassídicos posteriores: Forma / Matéria, Sentido / Sentimento, Cognição Inicial / Cognição Semiótica / Transição Semiótica. Além disso, a prosa do Rebbe Rashab é quase idêntica à de G. W. F. Hegel.
Outros contrapõem que as dicotomias significadas em textos hasídicos originam-se de fontes anteriores à filosofia ocidental. Os proponentes da Filosofia hassídica, contra-argumentam que desde que o Hassidut Intelectual é uma sabedoria essencial que é mais alta que, e inclui todas as outras sabedorias, ela necessariamente faria referência a todas as outras formas de sabedoria, seja ocidental ou não. Eles argumentariam que tais semelhanças não são prova de influência da filosofia ocidental, mas são evidências de que a filosofia hassídica toca, une e ilumina todas as outras sabedoria, seja a Torá ou a secular.
O site e os livros de Sanford Drob trazem o esquema teosófico Seder Hishtalshelut da Cabalá Luriânica em diálogo com a Filosofia e Psicologia Moderna e Pós-moderna Em nossa época, quando a filosofia ocidental desconstrói a possibilidade da metafísica, ele vê o esquema luriânico como um mito-essência que transcende e incorpora disciplinas seculares, permitindo-lhe reabrir as possibilidades da filosofia. Esse processo enriquece as disciplinas seculares, ao mesmo tempo em que dá uma visão intelectual do mito luriânico ao revelar suas facetas na vida humana. Este diálogo inclui a Dialética hegeliana e sua aplicação no Marxismo, Freud, Jung e Deconstrucionismo, bem como antigos sistemas de pensamento.